# Кастел ди Казио
Кастѐл ди Ка̀зио (на италиански: Castel di Casio, на местен диалект Castèl d Chèsi, Кастел ъд Кези) е малко градче и община в северна Италия, провинция Болоня, регион Емилия-Романя. Разположено е на 533 m надморска височина. Населението на общината е 3526 души (към 2010 г.).